# Мамед Алієв (залізничник)
Мамед Алієв Алі Огли (9 вересня 1934, Дівічі — 3 листопада 2004) — кавалер ордена «Знак Пошани», Почесний Залізничник СРСР, Ветеран Праці.

## Життя
Мамед Алієв народився 9 вересня 1934 року в Дівічі, яке на той час входило до складу Азербайджанської РСР, а нині відоме як Шабранський район Азербайджану. Він виріс у родині, яка мала глибокі коріння та традиції в регіоні, а його батько, Кербалаї Устад Алі, був шанованою особистістю, оскільки працював будівельником. Він спеціалізувався на будівництві будинків і залізничних шляхів. Його професія користувалася великою повагою серед місцевих жителів, адже будівництво у той час відігравало важливу роль у розвитку інфраструктури та забезпеченні добробуту громади.

## Освіта
У 1959 році вступив до Бакинського залізничного технікуму і в 1963 році отримав кваліфікацію техніка з експлуатації залізниць. У 1964 році був прийнятий до Ростовського інституту інженерів залізниць і в 1971 році отримав кваліфікацію інженера з експлуатації залізниць. У 1975 році закінчив курси підвищення кваліфікації керівників залізничного транспорту в Москві.

## Трудова діяльність
1962—1968 років працював начальником залізничної станції в колишньому Насосному, нині Зейналабдін Тагієва.
У серпні 1968 року знову був призначений начальником Дівічінської залізничної станції, на якій працював до 2000 року.
Таким чином, з 1950 року розпочав свою трудову діяльність, пройшовши шлях від рядового залізничника до начальника Дівічінської станції (1962—2000).

## Нагороди
28 лютого 1974 року Указом Президії Верховної Ради СРСР нагороджений орденом «Знак Пошани».
31 січня 1984 року був нагороджений медаллю «Ветеран праці».
31 жовтня 1984 року за наказом міністра залізниць СРСР Н. С. Конарева був нагороджений знаком «Почесний залізничник».
В різні часи був нагороджений почесними грамотами Міністерства залізниць СРСР і Республіки, а також районного партійного комітету (понад 20 нагород).

## Публікації про Мамеда Алієва

### Книги
- «Adın işığı» — Aydın Tağıyev, 1998
- «Eldən soruş» −2001

### Газети
- Економічні показники — газета «Вишка», 20 грудня 1973 р.
- Раціоналізаторська пропозиція — Газета «Вишка» 25 червня 1976 р.
- Раціоналізаторська пропозиція — Газета «Вишка», 20 вересня 1976 р.
- Раціоналізаторська пропозиція — Газета «Вишка», 12 жовтня 1978 р.
- Використання вагонів — Бакинська газета, 27 листопада 1978 р
- Указ голови Ради радянського Союзу — газета «Комуніст» від 18 лютого 1984 р
- Залізнична традиція — Газета «Труд»[ru] 16 листопада 1985 року.
- «Потяги залишають цей світ…» — газета Халг, 4 червня 1999 р.
- «ВАГОНАМ ПОВНЕ НАВАНТАЖЕННЯ» — газета «Вишка» 1 лютого 1977 р.

Щорічно про Мамеда Алієва в місцевих районах та газетах «Азербайджанський залізничник» публікувались цінні статті.

## Сім'я та смерть
Має 6 дітей і 16 онуків. Його дружина — Алієва Сельмназ (Англійською. Aliyeva Selminaz, 16 жовтня 1940 — 5 лютого 2000 року).
Діти:
- Назіре Мамед кизи Алієва — народилася в 1958 році. Має вищу освіту, інженер.
- Тахіре Мамед кизи Алієва — народилася в 1959 році. Має вищу освіту, інженер.
- Кямале Мамед кизи Алієва — народилася в 1962 році. Має середню освіту.
- Сухейл Мамед огли Алієв — народився в 1964 році. Має вищу освіту, інженер-економіст.
- Алі Мамед огли Алієв — народився в 1966 році. Має вищу освіту, інженер, адвокат.
- Фарід Мамед огли Алієв — народився в 1970 році. Має вищу освіту, економіст, адвокат.